# Maldonado (departement)

Departementets läge i Uruguay.

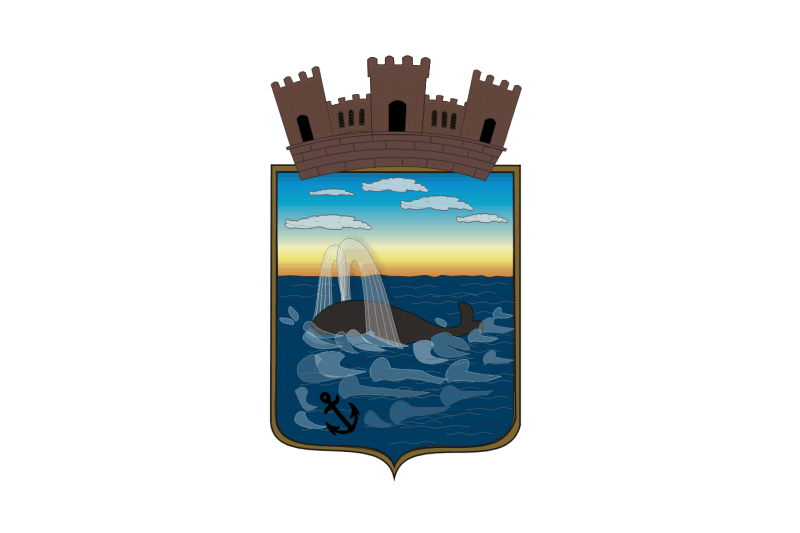
Departementets flagga.

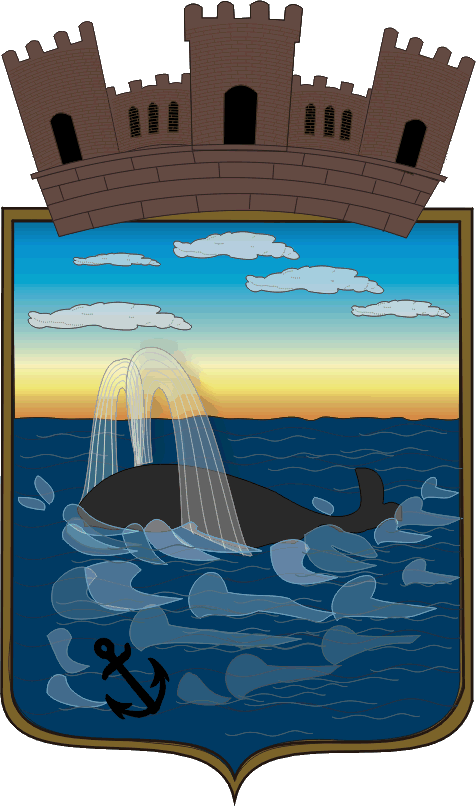
Departementets emblem.

Departementet Maldonado (Departamento de Maldonado) är ett av Uruguays 19 departement.

## Geografi
Maldonado har en yta på cirka 4 793 km² med cirka 140 200 invånare. Befolkningstätheten är 30 invånare/km². Departementet ligger i Región Este (Östra regionen).
Huvudorten är Maldonado med cirka 50 500 invånare.

## Förvaltning
Departementet förvaltas av en Intendencia Municipal (stadsförvaltning) som leds av en Intendente (intendent), ISO 3166-2-koden är "UY-MA".
Departementet är underdelad i municipios (kommuner).
Maldonado inrättades den 27 augusti 1828 som 1 av de ursprungliga 9 departementen.